# Париж (фільм)
Париж (фр. Paris) — фільм французького кінорежисера Седріка Клапіша. 
Знімання фільму розпочалось у листопаді 2006 і завершилось у лютому 2008 року. Оглядачі відзначають схожість за стилем цього фільму з фільмами «Мангеттен» Вуді Аллена і «Короткі історії» Роберта Альтмана

## Сюжет
Фільм розповідає про людей, котрих майже ніщо не пов'язує, окрім того, що вони живуть в Парижі.
П'єр (Ромен Дюріс), котрому поставлений смертельний діагноз, його сестра (Жульєт Бінош), одинока мати трьох дітей постійно сперечається зі своїм братом-відлюдником і шукає з ним порозуміння.
Поважний професор історії (Фабріс Лукіні), котрий закохується у свою студентку Летицію (Мелані Лоран) та бореться з цим почуттям.
Колишні чоловік і дружина, що торгують на продуктовому ринку в центрі міста, а господиня хлібного кіоску зневірилася у безнадійних спробах знайти собі доброго підсобного працівника. 
Всі ці маленькі історії роблять Париж містом, який і люблять, і ненавидять. Таким він є — Париж…

## В ролях
- Жульєт Бінош
- Ромен Дюріс
- Мелані Лоран
- Фабріс Лукіні
- Альбер Дюпонтель
- Карін Віар
- Олівія Бонамі
- Франсуа Клюзе

## Музика
- 01. Kraked Unit — Munivers De Paris
- 02. Wax Tailor Featuring Charlotte Savary — Seize The Day
- 03. Artur Nunes — Tia
- 04. Kraked Unit — L’air Des Cendres
- 05. Розмарі Клуні — Sway
- 06. Квінсі Джонс — Comin' Home Baby
- 07. Philippe Katerine — Louxor J’adore
- 08. Вільсон Пікетт — Land Of 1000 Dances
- 09. Grant Phabao, Carlton Livingston & The Lone Ranger — Runnin' For My Life
- 10. Kraked Unit — Douala Paris
- 11. Kraked Unit — I Love Bidoche !
- 12. Kraked Unit — Ah Hum Babe !
- 13. Ardag — I Don’t Give A F!!
- 14. Kraked Unit — Les Fleurs Du Slam
- 15. Ерік Саті — Gnossienne N°1